# Corry Vonk

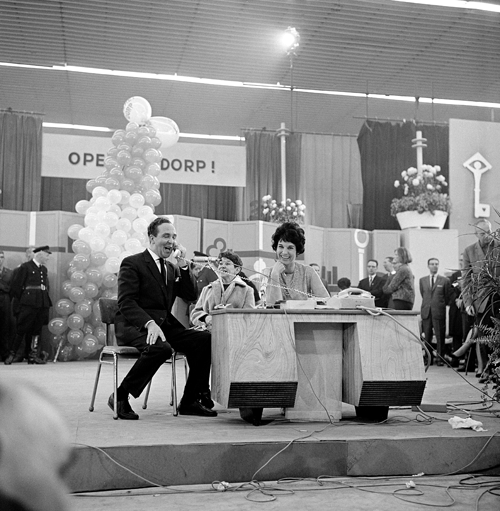
Corry Vonk (m) met Wim Kan en Mies Bouwman (1962)

Cornelia Diderika (Corry) Vonk (Amsterdam, 28 april 1901 – Rheden, 31 januari 1988) was een Nederlands revuester en cabaretière.

## Biografie
Haar vader was toneelmeester in Theater Carré. Corry Vonk maakte haar debuut als twaalfjarige bij Nap de la Mar, en werkte later voor onder anderen Louis Davids en Eduard Verkade. Toen ze dertien jaar oud was, werd ze lid van het kinderkoor der opera en zong in onder andere Carmen. Ze heeft nooit een officiële toneelopleiding gevolgd. In 1933 trouwde zij met de bijna tien jaar jongere cabaretier Wim Kan.
In de jaren 30 was Vonk regelmatig te zien in Nederlandse speelfilms, zoals Bleeke Bet (1934) en Komedie om geld (1936). Hetzelfde jaar vormde Kan zijn ABC-cabaret, waar Corry Vonk aanvankelijk de grote ster van was. Voor haar schreef Wim Kan bekend geworden teksten als de monoloog Het konijn is dood.
Het cabaretgezelschap, waarvan toen ook Cor Lemaire deel uitmaakte, vertrok in december 1939 voor een tournee naar Nederlands-Indië. Pas ruim zes jaar later zouden zij weer thuiskomen; Nederland was in 1940 bezet door de Duitsers en tijdens de Japanse bezetting zat Corry Vonk gevangen in het jappenkamp Tjihapit in Bandoeng. Al snel kwam zij met de Japanse kampcommandant overeen dat zij de officiële entertainer van het kamp zou worden. Ze gaf zichzelf de titel ‘'Hancho Main Main'’ (commandant van het spel).
Met haar vriendin Puck Meijer vormde ze de cabaretgroep Les deux ânes (de twee ezels) en met vrijwilligers verzorgde ze regelmatig musicalvoorstellingen. De (door de Japanners verboden) entreegelden waren bestemd voor vrouwen in het kamp die geen geld meer hadden. Daarenboven hielp zij dagelijks in het geïmproviseerde ziekenhuis met het wassen van verbanden en kleding van de patiënten. Haar goede humeur en liefdevolle inzet waren een zegen voor haar medegevangenen. Ook dwong zij daarmee respect af bij de Japanse bezetter. In mei 1945 werd ze naar kamp Makassar in Batavia overgebracht.
Na de oorlog hervatte het ABC-cabaret zijn werk. De rol van de ouder wordende Vonk raakte steeds meer op de achtergrond. Toch had zij nog grote successen, vooral in 1966 met het lied Met me vlaggetje, me hoedje en me toeter, dat de gevoelens van het volk vertolkte bij de verloving van Prinses Beatrix en Claus van Amsberg. Ook was zij af en toe te horen tijdens, en altijd te zien na afloop van de beroemde oudejaarsconferences van haar man. In 1982 werd Corry Vonk getroffen door een hersenbloeding. Een jaar later stierf Wim Kan. De laatste jaren van haar leven bracht Vonk door in afzondering. Zij overleed in 1988 op 86-jarige leeftijd. Ze is gecremeerd in Dieren.

## Varia
- Corry Vonk was een oudtante van radiopresentator Erik de Zwart en een tante van journaliste Gusta Olivier-Vonk.
- In Wageningen is de Corry Vonkstraat naar haar vernoemd. In het verlengde ligt de Wim Kanstraat. In Spijkenisse is een plantsoen naar haar vernoemd. In Kudelstaart (jarenlang haar woonplaats) ligt het Corry Vonk Pad, grenzend aan de Wim Kan Dreef.

## Onderscheiding
- Verzetsster Oost-Azië 1942-1945.[1]